# Germandat Agrícola Sant Feliu
La Germandat Agrícola Sant Feliu (Sant Feliu de Llobregat, 1876 – 1987) fou una associació de jornalers que pretenia millorar les condicions laborals i sanitàries dels seus membres. Les primeres notícies de l'associació remeten a uns inicis informals al voltant de trobades a una taberna de Sant Feliu. A partir dels anys vuitanta l'associació comença a prendre forma oficial i així trobem el seu document fundacional datat l'any 1885. A partir d'aquí, l'associació comença a créixer i a diversificar les seves actuacions per afavorir i aconseguir millores per als seus socis (consolidació d'un model democràtic / participatiu, compra d'un edifici que actuarà com a seu, venda de productes agraris, adquisició d'una premsa mecànica per premsar el raïm, etc.)
Amb tot això la Germandat arriba al seu clímax associatiu al llarg de les dècades dels anys vint i trenta del segle xx. La Guerra Espanyola i la posterior dictadura faran trontollar les bases de l'associacionisme a casa nostra. A la Germandat caldrà afegir també els sotracs provocats per l'impacte de la industrialització a Sant Feliu i el conseqüent declivi del sector agrari. Poc a poc, els camps de vinyes donen pas a blocs de pisos que hauran d'allotjar a les noves fornades de treballador procedents de diferents parts de l'estat espanyol. És el declivi de l'associació, en un esforç per no perdre la seva memòria, els darrers socis transformen la germandat en una entitat cultural (Associació Agrícola Sant Isidre) que haurà de vetllar pel patrimoni històric d'una associació centenària.

## Una lluita contra l'oblit
És curiós com els temps moderns arrasen tots els records i els fets que tenen a veure amb el passat agrícola de la nostra societat. Processos com la urbanització, la industrialització, la creació de la societat de masses o la revolució tecnològica semblen demanar, com a ofrena per al seu assoliment majestuós, l'oblit dels dies passats.
La història de la Germandat és un exemple; l'esforç i el treball dels seus associats, jornalers empesos a cercar solucions col·lectives per no defallir i superar unes condicions de vida duríssimes, ha caigut en l'oblit tot just trenta anys després de tancar una història centenària.
Aquest escrit és només una mostra del rastre d'aquella història feta a base d'homes i dones, de vinyes, d'esforços, de cooperació i solidaritat. La seva història és la d'un Sant Feliu agrícola que cercava solucions enfront d'un model social emergent (el capitalisme industrial). El seu exemple podria ser un referent de com afrontar de manera col·lectiva els temps convulsos que (sempre) ens toca viure.

## Un breu recorregut per la història de l'associació

### La força del treball (1885 –1908)

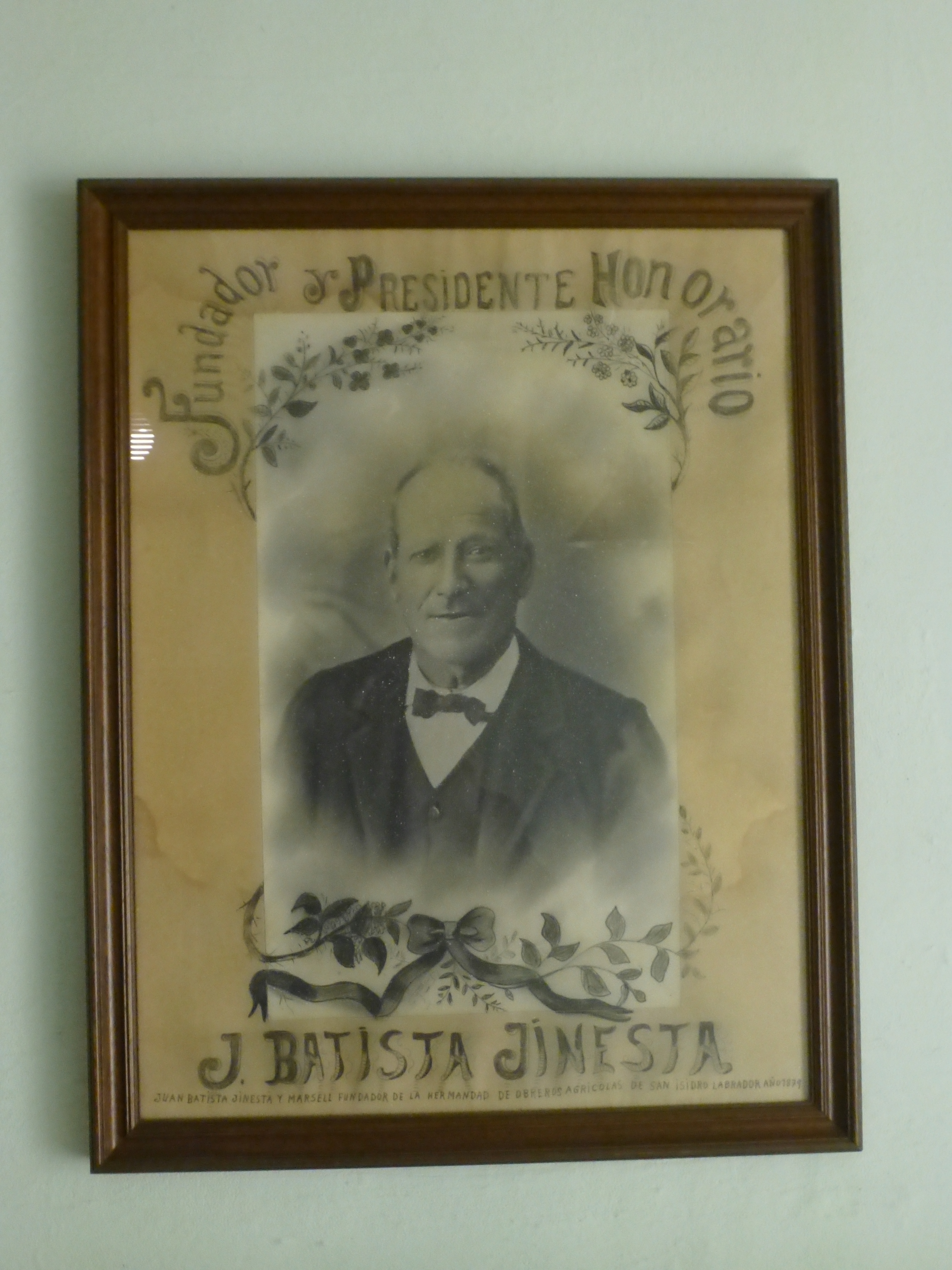
Fotografia d'uns dels fundadors i primer president honorari de l'associació: Joan B. Ginestar.

Tot i que la primera documentació oficial remet al mes de març de 1885, tenim constància de que les primeres passes de l'associació es comencen a donar allà pel 1876 quan, possiblement, un grup de jornalers s'organitzen en una colla per trobar feina i estableixen el seu local a una taberna localitzada al carrer Matacens número 8 de Sant Feliu. Com molts d'altres jornalers es situen sota l'advocació de Sant Isidre (patró dels treballadors del camp) i comencen a crear l'estructura del que serà la futura associació mutualista “Hermandad de San Isidro Labrador”
Aquest model d'associacionisme cercava garantir l'economia dels jornalers davant de situacions com la malaltia o la mort gràcies als fons del capital social recaptat entre tots els socis. A la vegada, l'associació pretenia regular les relacions laborals entre treballadors i propietaris i crear els mecanismes necessaris per generar feina per als seus associats.
Tot i les dificultats, l'associació tira endavant i ràpidament aconsegueix els primers fruits com l'establiment d'una estructura associativa assembleària, l'assoliment d'un nombre de socis destacable i la compra de propietats immobiliàries.

### Una realitat més complexa però exitosa (1909 – 1939)
Fins al final de la Guerra Civil, l'associació observa el període de major creixement i popularitat gràcies a la posada en pràctica de diferents iniciatives reeixides que superen el model vigent de oferiment de mà d'obra. Superada la crisi fil·loxèrica i la fini secular, el sector agrari a casa nostra entra en un procés de creixement exponencial derivat de la implantació dels cultius de regadiu (fruiters) i la seva orientació cap a l'exportació dins d'un marc d'explotació de tipus familiar.
És en aquest context que l'associació troba una oportunitat d'or al constituir-se com a proveïdor al detall de tots els productes agraris (adobs químics bàsicament) necessaris per aquest nou model productiu. La Germandat comprava a l'engròs aquests productes per després vendre'ls al detall entre els seus socis.
La segona passa serà la creació de tot una estructura societària (econòmica, tecnològica i organitzativa) que permetés aprofitar un altre filó; l'increment de producció vitivinícola i l'incapacitat per premsar la producció de raïm només amb el vell sistema del trepitjat. Això es va concretar en la compra d'una premsa “estrujadora” del model Mercedes el 1923.
Amb aquesta adquisició, l'associació encapçala i modernitza a Sant Feliu el procediment del premsat del raïm.

### Un llarg crepuscle (1939 – 1987)
Els efectes de la Guerra Civil i de la Dictadura tindran unes implicacions destructives en la vida de l'associació. En primer lloc, la seva vessant organitzativa de tipologia horitzontal / democràtica, estructurada al voltant de l'Assemblea General de socis i la Junta Directiva es veurà desnaturalitzada com a model associatiu en ser permanentment monitoritzada pels “organismos competentes”.

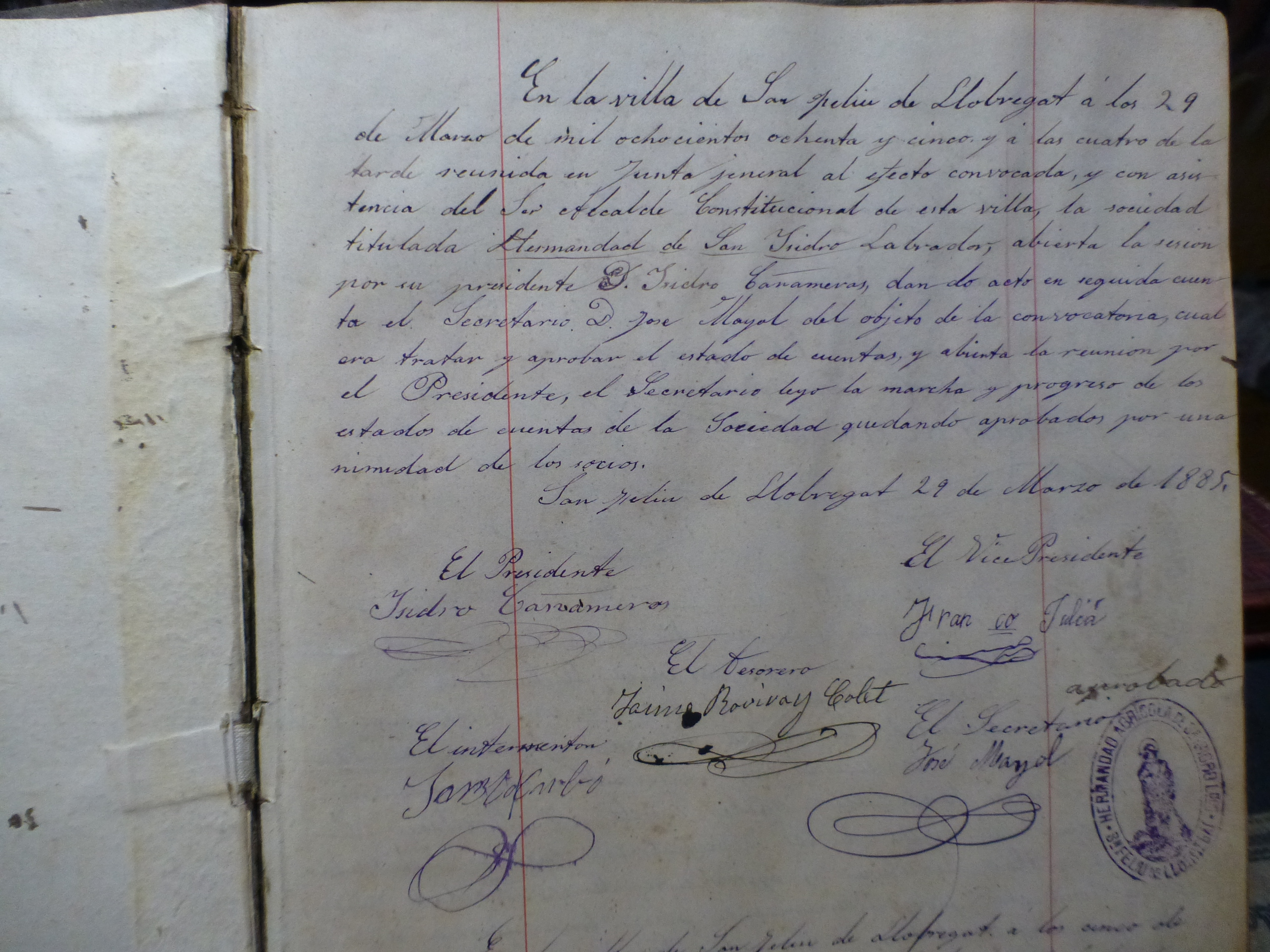
L'Acta fundacional de la Germandat és el primer document oficial de l'associació (29 de març de 1885) però el rastre d'altres ens porta cap un origen informal el 1876.

En segon lloc, la seva preponderància i centralitat dins del panorama agrari local sofrirà una patacada amb la presència de la Hermandad Sindical de Labradores y Ganaderos que, sota l'auspici de Falange Española i la Central Nacional Sindicalista, obtindrà els privilegis i monopolis de les diferents activitats associades a l'activitat agrària. Davant d'això, només la premsa aconseguirà la força necessària per mantenir “a flote” a l'associació.
A tot això cal afegir la reducció dràstica de la importància de l'agricultura en l'economia local. El panorama generalitzat és el de la reducció tant d'espais conreats com de població adscrita al sector primari. Amb tot això el nombre de socis entra en un procés de davallada irreversible acompanyat de l'envelliment del seus membres.
Es en aquest punt que l'associació pren decisions transcendentals per no morir de manera immediata. De manera concreta, i al llarg del 1959, es decideix donar el vistiplau a dues propostes orientades a “cedir” propietats immobiliàries de l'associació a particulars (Francisco Barahona i el Centre Parroquial) 
D'aquesta manera l'associació supera les fases anteriors vinculades a la consecució de rendiments per la força del treball o a través de la comercialització de productes / explotació de mitjans de producció com la premsa, per passar directament a garantir la seva subsistència gràcies als rendiments derivats del capital social (en forma de bens immobiliaris).
En aquest context, l'associació va perdent poc a poc el seu alè. L'abandonament, entrada en desús i posterior desmuntatge de la premsa al llarg dels inicis dels 80's, certifica el final de la Germandat. Un decret de la Generalitat de 1987 certifica la “liquidació” de la Germandat.
El mes de desembre del mateix any neix l'Associació Agrícola de Sant Isidre Llaurador que es conforma com l'hereva de la Germandat i que guia les iniciatives per mantenir el seu patrimoni i recuperar la seva memòria com a exemple de les virtuts que la cooperació i solidaritat tenen com a motor social.

## Fer vi a Sant Feliu. Dels romans a la premsa “Mercedes
La producció de vi a casa nostra ve d'antic. Segons les dades arqueològiques més recents, al llarg del període I ane / II ne, la conca baixa del Llobregat observa l'emergència d'una indústria vitivinícola orientada, sobre tot, a l'exportació. Aquest origen conjuntural (dins de les dinàmiques de l'Imperi Romà) s'establí com a formulació estructural de l'explotació agrícola a casa nostra. Per exemple, i fent un salt mortal al temps, abans de la crisi fil·loxèrica, el partit judicial de Sant Feliu ocupa el quart lloc de Catalunya en superfície dedicada al conreu de vinya (Tribó, 1989)

### El model domèstic
El cert, però, és que, el darrer quart del segle xix, el sector es veu afectat tant per la malaltia de la vinya com per la crisi fini secular. Això implicà una davallada tant de l'àrea dedicada com de la quantitat produïda.
En aquestes circumstàncies, el model productiu majoritari associat a la vinya era el domèstic / familiar: petits propietaris o jornalers (amb possessió terra a través del règim de parceria o arrendament) conreaven vinyes a la “muntanya” de Sant Feliu i amb una baixa inversió tecnològica i formes productives tradicionals centralitzaven tant les feines més laborioses (verema, trepitjat) com les instal·lacions necessàries (cups, cellers) dintre de l'àmbit domèstic. El producte resultant era consumit també dins del nucli familiar o com a molt arribava a cercles veïnals propers.
Aquest model (nuclear i amb dinàmiques centrípetes) es veu superat al llarg de la segona dècada del segle xx. Tot i la crisi post 1a Guerra Mundial, tot sembla indicar un increment productiu i les conseqüents dificultats per donar sortida al raïm conreat amb els recursos tècnics a l'abast.

### El model associatiu

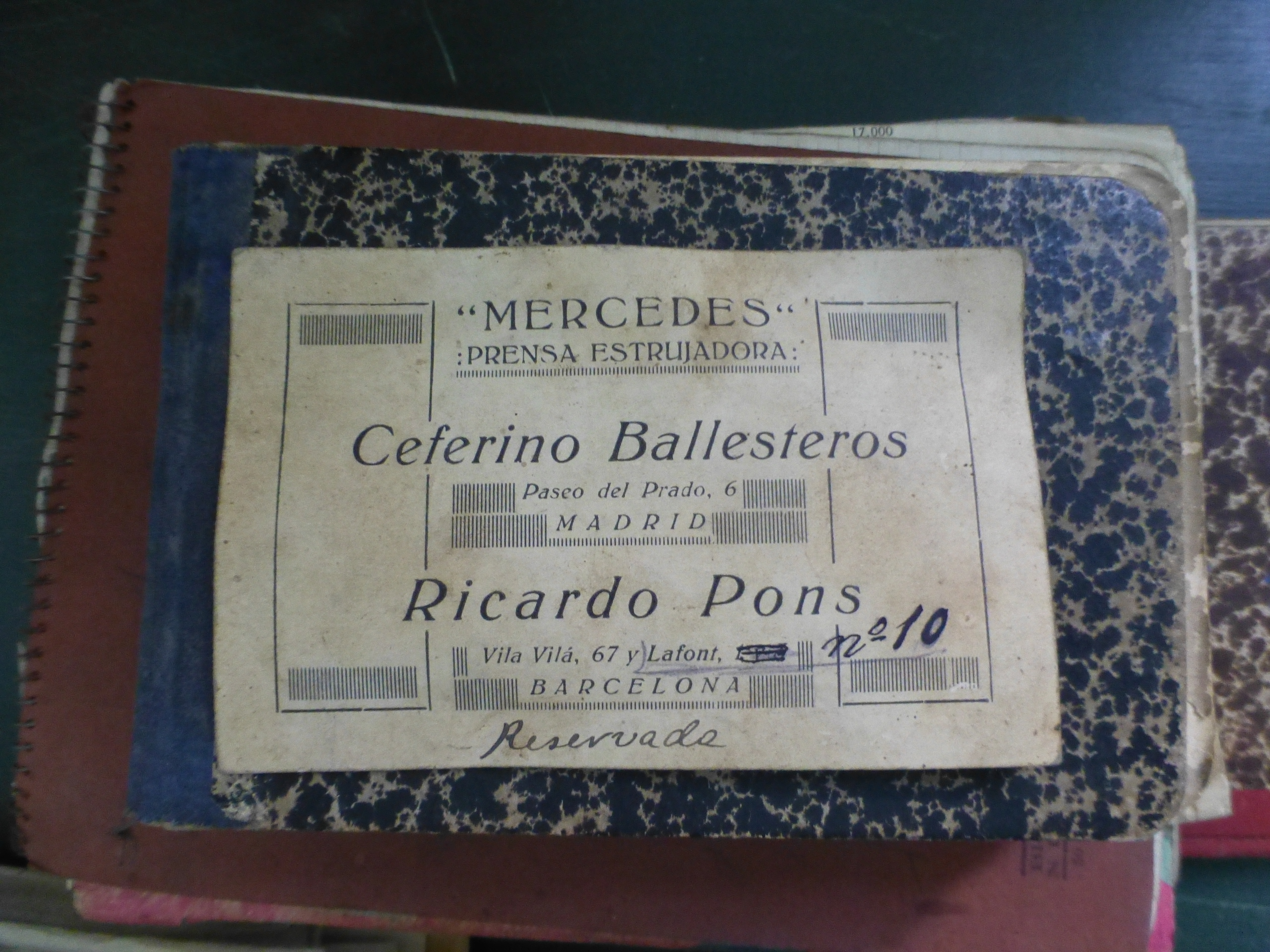
Targeta de visita original vinculad a la compra de la premsa "Mercedes". Manuscrita, una nota indica que la premsa estava "reservada"

Des de finals de la primera dècada del segle xx, la taberna propietat de la Germandat comptava amb cups i botes per donar sortida a les feines de trepitjat del raïm dels socis. El 1919, la Germandat ja comptava amb una premsa (comprada d'ocasió) que mai no va funcionar bé i ben aviat tornaren al sistema de trepitjat. Però la Germandat ja tenia plena capacitat, associativa i organitzativa, per tirar endavant la compra d'una premsa nova; així, per la verema del 1923, la nova premsa “estrujadora” Mercedes ja estava instal·lada a la part de darrere de la taberna (actual carrer Pi i Margall)
Amb aquest moviment, la Germandat centralitza el procés de premsat de raïm a Sant Feliu (tot i la presència d'altres premses –manuals- a la ciutat i entorns) a la vegada que el redimensiona donant-li un aspecte absolutament modern i centrífug (en contraposició al model domèstic). Ara, els elements implicats dins del procés s'amplien i sobre passen el marc familiar; a la presència de transportistes, electricistes, fusters, boters (professionals de serveis externs) se li afegeixen els treballadors de la premsa ("els de la pala" més l'encarregat) i els que traginen amb el vi que eren membres de l'associació (aconseguint al final el vell anhel de crear llocs de feina dins de l'associació).
De la mateixa manera, la Germandat estableix i augmenta relacions externes amb d'altres entitats vinculades al sector vitivinícola i agrari (Unió de Rabassaires, Unió de Vinyataires, Federació Agrícola, etc.), incrementa el seu nombre de socis fins al punt de canviar la seva reglamentació per acollir a aquells interessats només en rebre el servei de premsat a la vegada que certifica una via de finançament destacable i duradora.
En tercer lloc cal destacar que aquest moviment també visualitza i dona popularitat a la Germandat: l'espectacle de la fila india de portadores carregades de raïm esperant el seu torn per ser premsades al llarg del carrer Pi i Margall es convertí en una imatge icònica dels temps de la verema a Sant Feliu a la vegada que s'ha quedat gravada a la memòria de molts santfeliuencs.
Aquesta situació avantatjosa de la premsa dels “pagesos” s'allargà fins a la dècada dels seixantes quan marca el seu rècord històric d'ingressos (sobre tot el 1963).
A partir del 1970 els seus rendiments davallen (en relació directa amb la clara disminució de l'àrea dedicada al conreu de la vinya i la seva conversió en espai edificable) fins al punt que entre el 1977 i el 1980, les despeses de posada en marxa de la premsa l'assumeixen els pocs usuaris que quedaven.
És molt possible que la premsa deixés de funcionar el 1980. A la seva fi com a mitjà de producció, els pocs membres que formen l'associació, cerquen una solució per a la seva conversió com a valor patrimonial. Amb aquesta idea es procedeix a signar un document de cessió (el vuit de febrer de 1984) a l'Ajuntament de Sant Feliu per a la seva inclusió dins de l'exposició permanent del que havia de ser futur museu municipal com “eina integrant en la història del cultiu de la vinya a la nostra ciutat”.
Aquest acord implica el desmuntatge i posterior trasllat de la premsa i accessoris a dependències de l'ajuntament. Amb posterioritat es procedeix al seu trasllat a un lloc indeterminat de l'Hospitalet de Llobregat al llarg dels primers anys de la dècada dels 90's. A partir d'aquí, es perd es seu rastre; totes les iniciatives per obtenir la seva ubicació actual (o les seves darreres passes) han estat infructuoses.

## Cloenda crepuscular / vetllar per la memòria
La desaparició de la premsa “Mercedes” encarna una metàfora de la fi de la producció de vi i de l'agricultura a casa nostra; el final del seu valor, la seva desaparició i oblit identifica el signe d'uns temps i d'unes formes de "producció" més preocupades per anar endavant que en pensar i recordar d'on venim. Aquest procés té una derivada important en deixar oblidades projectes, experiències i persones que han construït la història recent del nostre pais. Per això cal recordar, cal memòria, cal i molta! 
En aquest sentit, l'Associació Agrícola Sant Isidre (hereva històrica de la Germandat) treballa per recuperar la història d'aquests homes i dones i dels seus esforços per fer una realitat més digna, més justa. Al llarg dels darrers anys, s'estan revisant els fons documentals de la germandat per recuperar el seu origen i recorregut. Fruit d'això, diferents intervencions, cerquen aportar aquesta memòria als seus veïns. Per exemple, el 29 de setembre de 2017, dins del marc de la Setmana del Patrimoni de Sant Feliu de Llobregat, va tenir lloc la conferència “Aspectes de la producció del vi a casa nostra al llarg del segle XX: la premsa de l'associació Germandat Obrera Agrícola de Sant Feliu (1924-1984)”. L'acte va ser el moment per presentar un petit espai musealitzat destinat a recordar la història de la Germandat.
El gener de 2018, la Biblioteca Montserrat Roig (St. Feliu de Llob.) va acollir l'exposició “Materials per a una aproximació a una associació centenària”. El mateix mes de gener, el mitjà digital local Fet a Sant Feliu publicà l'article de Jordi Jiménez “Lluitant contra l'oblit. Una breu aproximació a la història de la Germandat d'Obrers Agrícola de Sant Feliu (1885 – 1987)”
El mes de juny d'aquell mateix any, coincidint amb la diada del Dia Internacional dels Arxius, es va presentar a la seu de l'Arxiu Comarcal del Baix Llobregat la conferència “Jornalers i germans. Experiències associatives al camperolat santfeliuenc (1876-1909)” 
Recentment, i en darrer lloc, un panot, situat a la façana de la seu de la germandat recorda als veïns la història d'aquell edifici.